# Bryomorphe aretioides
Bryomorphe es un género monotípico de plantas con flores perteneciente a la familia de las asteráceas. Su única especie es Bryomorphe aretioides,

## Distribución y hábitat
Es endémica de Sudáfrica, donde crece en la piedra arenisca. en fynbos de la Provincia Occidental del Cabo.
La especie crece al descubierto, en un hábitat rocoso, con el anclaje en el suelo fino acumulado en las grietas de las rocas. Tolera bajas temperaturas, la sequía, el viento y la nieve.
La planta se ha generalizado en su área de distribución y no se encuentra en descenso.

## Descripción
Se trata de una planta compacta, moñuda que superficialmente se parece a un trozo de musgo. Forma un montículo de unos pocos centímetros de altura. Las ramas están cubiertas de pequeñas hojas lineares. Las cabezas de las flores contienen cada una  6 o 7 lígulas blancas y 7-9 flósculos del disco rojo. La fruta tiene un color blanco con vilano plumoso.

## Taxonomía
Bryomorphe aretioides fue descrita por (Turcz.) Druce  y publicado en (Report,) Botanical Society and Exchange Club of the British Isles 1916: 611. 1916.
Sinonimia
- Bryomorphe zeyheri Harv.[5]